# Maša Rajić
Maša Rajić (serbisch-kyrillisch Маша Рајић, * 2. April 2007 in Požarevac) ist eine serbische Leichtathletin, die sich auf den Mittelstreckenlauf spezialisiert hat.

## Sportliche Laufbahn
Erste internationale Erfahrungen sammelte Maša Rajić im Jahr 2022, als sie beim Europäischen Olympischen Jugendfestival (EYOF) in Banská Bystrica in 2:11,95 min die Goldmedaille im 800-Meter-Lauf gewann und mit der serbischen Sprintstaffel (1000 Meter) mit 2:16,64 min den Finaleinzug verpasste. Im Jahr darauf belegte sie beim EYOF in Maribor in 2:07,49 min den fünften Platz über 800 Meter und anschließend siegte sie in 2:12,86 min bei den U18-Balkan-Meisterschaften in Sivas. 2025 gewann sie bei den U20-Balkan-Hallenmeisterschaften in Sofia in 2:11,39 min die Silbermedaille über 800 Meter und gewann auch mit der serbischen 4-mal-400-Meter-Staffel in 3:09,95 min die Silbermedaille. Eine Woche darauf belegte sie bei den Balkan-Hallenmeisterschaften in Belgrad in 2:08,15 min den siebten Platz über 800 Meter und gelangte im Staffelbewerb mit 4:43,07 min auf Rang vier. Im Juli siegte sie in 2:09,58 min über 800 Meter bei den U20-Balkan-Meisterschaften in Craiova, ehe sie im August bei den U20-Europameisterschaften in Tampere mit 2:07,71 min den Finaleinzug verpasste.  
2023 wurde Rajić serbische Hallenmeisterin im 800-Meter-Lauf.

## Persönliche Bestleistungen
- 800 Meter: 2:06,50 min, 17. Mai 2025 in Ćuprija
  - 800 Meter (Halle): 2:07,57 min, 29. Januar 2025 in Belgrad
- 1500 Meter: 4:54,59 min, 12. September 2020 in Sremska Mitrovica
  - 1500 Meter (Halle): 4:25,19 min, 28. Januar 2023 in Belgrad (serbische U18-Bestleistung)